# Raffinaderiet i Nynäshamn
Raffinaderiet i Nynäshamn är Sveriges äldsta i drift. Till skillnad från de flesta andra raffinaderier ligger inte fokus på tillverkning av bensin och andra bränslen, utan produktionen inriktas på två typer av specialprodukter: nafteniska specialoljor (NSP) och bitumen. Ägare är Nynas AB.

## Historik
Under perioden 1910-20 köpte Axel Ax:son Johnson in stora markområden i Nynäshamns norra delar. Där planerade han att skapa ett centrum för sin växande industriverksamhet och på sikt även bygga ett raffinaderi. Arbetet med raffinaderiet startade 1928 med Charles Almqvist som drivande kraft. Almqvist var egentligen chef för Argentinas största raffinaderi, men längtan hem fick honom att lämna Sydamerika. Under ett möte med Axel Ax:son Johnson i Stockholm 1927 bestämdes att Almqvist skulle leda projektet.
Bygget inleddes i februari 1928 och i december samma år startade produktionen. Till en början prövade man att raffinera tung råolja från Venezuela, men tekniska problem gjorde att man istället valde att satsa på Panucoråolja från Mexico. Denna typ kom att användas fram till 1953. 
År 1930 hade raffinaderiet en årlig kapacitet på drygt 300 000 ton råolja, vilket utgjorde en betydande del av Sveriges totala behov. Under andra världskriget användes kol- och trätjära för att producera flygbränsle, sprängmedel och bensin. När läget normaliserade efter krigsslutet täckte produktionen in såväl bensin och fotogen som dieselbränslen, eldningsoljor och smörjoljor – totalt cirka 400 produktvarianter.  

## Verksamhet

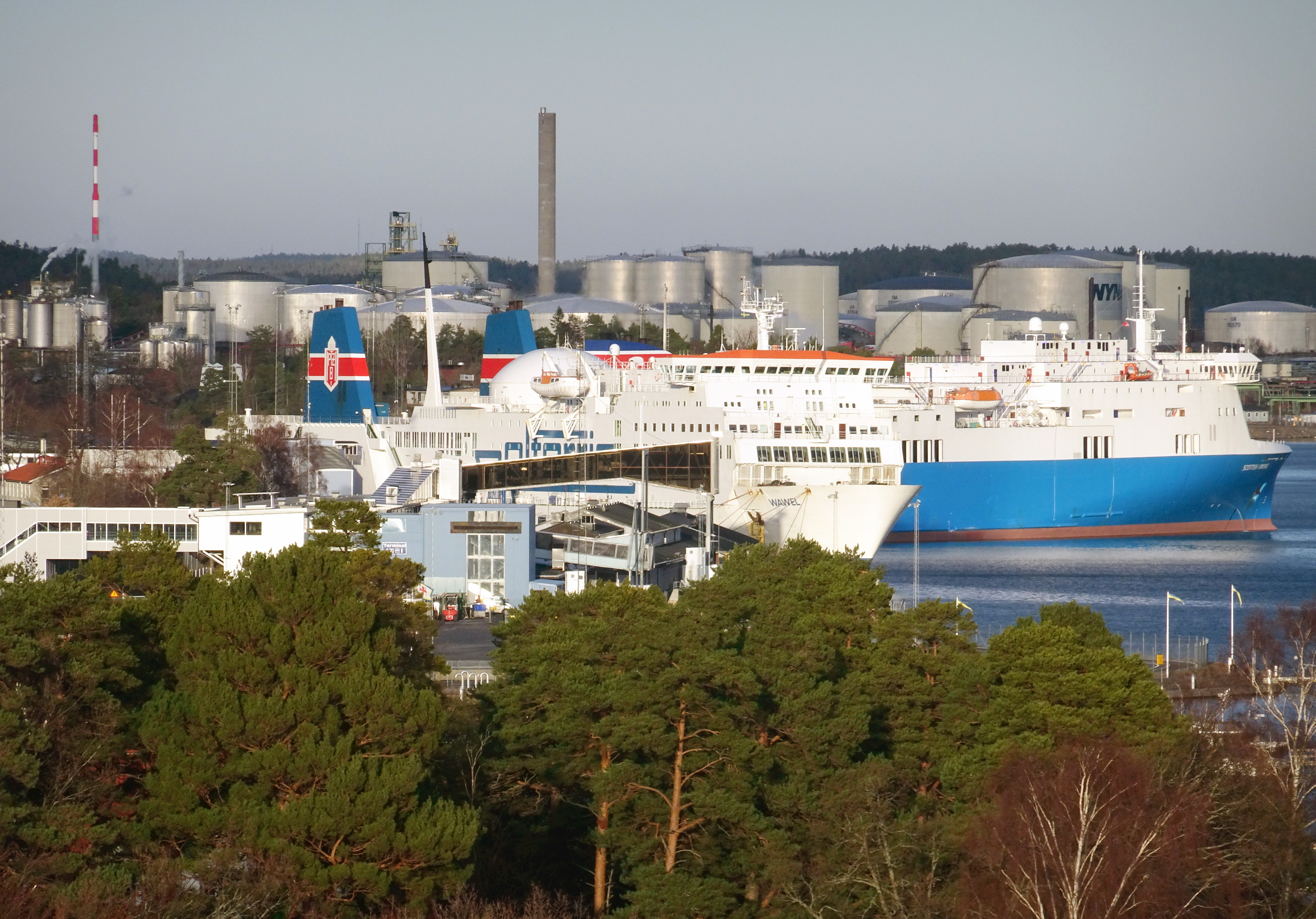
Nynäshamns hamn med raffinaderiet och oljedepån i bakgrunden.

Raffinaderiet i Nynäshamn ligger i Norvik industriområde invid Östersjön. Verksamheten inriktas på att uppgradera råolja och destillat till bitumen och nafteniska specialprodukter. Förutom anläggningar för kylvattenförsörjning, ångproduktion, svavelrening och väteproduktion har raffinaderiet en egen hamnterminal. Det finns också verkstäder, laboratorier, reningsverk och brandkår. Antalet anställda uppgår till 160.
I anläggningarna processas årligen cirka 1 miljon ton råolja. En sådan omfattande verksamhet påverkar miljön, bland annat genom utsläpp av koldioxid. Under det senaste decenniet har investeringar gjorts för att modernisera anläggningarna och minska miljöpåverkan. Den ånga som behövs hämtas till exempel från ett biobränsledrivet kraftvärmeverk och 2011 ersattes nafta med naturgas för att producera vätgas. Dessutom togs en ny svavelreningsanläggning i drift 2012. Totalt satsades drygt två miljarder kronor på investeringar under perioden 2008-2012.

## Tillverkningsprocessen
Råoljan levereras med tankfartyg till Nynäshamn och lagras i bergrum vid 60 grader för att vara pumpbar. I destillationsanläggningen värms oljan upp till cirka 400 grader för att delas upp i olika fraktioner – fyra destillatströmmar som ska bli nafteniska specialoljor och en tung fraktion som blir bitumen. Det blir också några lätta strömmar som förädlas till bensin och fotogen på andra raffinaderier.
För att tillverka transformator-, däck-, smörjoljor och andra nafteniska specialprodukter måste destillaten behandlas med vätgas under högt tryck i en hydreringsanläggning. På så sätt avlägsnas helt eller delvis svavel, syre, kväve och polyaromater så att man får fram en ren olja.  

## Sanering av förorenad mark
Den teknik som ursprungligen användes i tillverkningsprocessen medförde att stora mängder oljehaltig blekjord och syraslam grävdes ner på raffinaderiområdet. På 1970-talet infördes en ny processteknik som innebar att man kunde undvika de här restprodukterna.
De förorenade områden som fortfarande finns inom och runt raffinaderiet har under det senaste året varit föremål för flera undersökningar, som i sin tur ligger till grund för Mark- och Miljödomstolens beslut. Resultatet är att omfattande saneringsarbeten planeras eller redan är genomförda. Bland annat har pilotförsök gjorts med Archeaorganismer, som på naturlig väg bryter ner syrahaltiga jordmassor.  